# Інтернет-технології
Інтернет-технології — це технології створення і підтримки різних інформаційних ресурсів в комп'ютерній мережі Інтернет: сайтів, блогів, форумів, чатів, електронних бібліотек та енциклопедій.
В основі Інтернет та Інтернет-технологій лежать гіпертексти і сайти, що розміщуються в глобальній мережі Інтернет або в локальних мережах ЕОМ.
Гіпертексти — це тексти зі гіперпосиланнями на інші гіпертексти, розміщені в Інтернет або локальній мережі ЕОМ.
Для запису гіпертекстів використовується мова розмітки гіпертекстів HTML, який сприймається всіма браузерами на всіх персональних комп'ютерах.
Мова HTML є міжнародним стандартом, тому всі гіпертексти, єдиним чином сприймаються і єдиним чином відображаються на всіх персональних комп'ютерах в усьому світі.
Для підготовки гіпертекстів зазвичай використовуються візуальні гіпертекстові редактори, у яких відразу видно — як буде виглядати гіпертекст на ЕОМ і можлива вставка гіперпосилань на сайти в Інтернет.
Одним з найкращих візуальних гіпертекстових редакторів є вільний офісний редактор Writer у вільному офісному пакеті Open Office.
Інтерактивні сайти — це сайти, в яких використовуються інтерактивні гіпертекстові підпрограми, що дозволяють вести діалог з користувачами ЕОМ, підключених до мережі ЕОМ.
Гіпертекстові підпрограми включаються до гіпертексти разом з гіпертекстовими формами і підпрограмами, які називаються скриптами.
Для запису гіпертекстових підпрограм (гіпертекстових скриптів) часто використовується мова JavaScript, що є розширенням мови розмітки гіпертекстів HTML
Мова JavaScript є розширенням розмітки гіпертекстів HTML і з цих причин інтерпретатор мови JavaScript вбудований у всі браузери і всі гіпертекстові редактори.
Мова JavaScript є міжнародним стандартом. З цієї причини інтерактивні програми на мові JavaScript однаковим чином виконуються на всіх комп'ютерах у світі.
Більше 60% програм у світі написано на мові гіпертекстових скриптів JavaScript.
Програми на JavaScript — найкращий приклад відкритого ПЗ в Інтернет — їх можна читати, виконувати і модифікувати будь-яка людина, знайомий з мовою програмування на JavaScript.
Перспективи розвитку мережевих технологій

## Перспективи
Мережеві технології є тією ланкою, яка дозволила об'єднати результати роботи багатьох автономних користувачів та надати доступ до цих результатів всім, хто в них зацікавлений. Тому напрями розвитку мережевих технологій без сумніву визначатимуть напрями розвитку інформаційних технологій в цілому.
Зараз можна виділити такі основні напрями використання мережевих технологій:
- технологія сховищ даних;
- WAP-технології;
- комп'ютерна телефонія;
- дата-центри.

Розвиток мережевих технологій спричинив втілення в життя ідеї про надання клієнтам мереж послуг програмним забезпеченням та послуг, пов'язаних із роботою в Internet. Сюди можна віднести:
- зберігання великих обсягів даних клієнта у спеціальному сховищі, яке має надійних програмний та апаратний захист;
- надання послуг потужних апаратних засобів та високошвидкісних каналів передачі даних;
- розробку інформаційних систем та окремих програмних продуктів;
- дизайн Web-сторінок, їх підтримку та супровід;
- оренда ліцензійного програмного забезпечення (аутсоринг).

Як вже згадувалось, розвиток інформаційних технологій перш за все пов'язаний саме з розвитком мережевих технологій. І саме розвиток мережевих технологій диктуватиме основні напрями розвитку апаратного і програмного забезпечення.
Можливість доступу до світових інформаційних ресурсів — це шлях активного акумулювання знань з метою прискорення прогресу людства у всіх сферах і в управлінській науці зокрема.
http://cpk.org.ua/index.php?option=com_content&view=article&id=200 [Архівовано 23 січня 2022 у Wayback Machine.]

## Сучасні Інтернет-технології
- вебсервера
- гіпертексти і сайти;
- електронна пошта;
- форуми і блоги;
- чат і ICQ;
- теле-і відеоконференції;
- вікі-енциклопедії;